# Duerer
Duerer ist eine deutsche Indie-Rock-Band. Sie wurde 2013 in Erfurt gegründet.

## Geschichte
Im Sommer 2012 wurde Duerer von Songwriter Daniel Matz und Texter Danny Müller-Sixer zunächst als reines Studioprojekt in Erfurt gegründet. Erste Lieder, die in Eigenregie produziert wurden, wurden auf Facebook, Soundcloud und Youtube eingestellt. Aufgrund der positiven Resonanz wurde weiter und intensiver am Projekt gearbeitet.
Bereits beim dritten Auftritt der Band konnte der Gesamtsieg beim Thüringen Grammy 2013 errungen werden.
Am 12. September 2014 erschien die erste EP Melancholische Euphorie, die im Atomino Studio Erfurt aufgenommen wurde.
Den zehnten Auftritt hatte die Band am 20. September 2014 als Vertreter für Thüringen beim zehnten Bundesvision Song Contest. Mit dem Lied Was gestern war belegte Duerer den elften Platz.

## Stil
Der Stil der Band liegt zwischen Indie-Rock und Pop. Die lebensbejahenden Songs orientieren sich nach eigener Aussage am „Besonderen des Alltäglichen“, wobei sowohl die positiven als auch die negativen Aspekte aufgegriffen werden.

## Diskografie
- 2014: Melancholische Euphorie (EP, DASAS Records)
- 2016: Luftschloss (EP)
- 2019: Zugvogel (EP)
- 2022: Duerer (CD)

## Auszeichnungen
- Thüringen Grammy 2013